# Fairliella
Fairliella es un género de foraminífero bentónico de la subfamilia Hemisphaerammininae, de la familia Stegnamminidae, de la superfamilia Saccamminoidea, del suborden Saccamminina y del orden Astrorhizida. Su especie tipo es Fairliella dicantha. Su rango cronoestratigráfico abarca el Holoceno.

## Discusión
Clasificaciones previas incluían Fairliella en la familia Hemisphaeramminidae de la superfamilia Astrorhizoidea, así como en el suborden Textulariina del orden Textulariida.

## Clasificación
Fairliella incluye a las siguientes especies:
- Fairliella carmani
- Fairliella dicantha
- Fairliella lameyi